# Daniel Gourisse
Daniel Gourisse, né le 13 mars 1939 et mort le 7 juillet 2016, était un ingénieur et enseignant français, notamment directeur de l'École centrale Paris pendant près de 25 ans, qui a aussi présidé la Conférence des grandes écoles.

## Biographie
Daniel Gourisse est élève de l'École centrale des arts et manufactures (promotion 1962), puis devient docteur ès sciences. Il poursuit sa carrière comme ingénieur au Commissariat à l'énergie atomique pour les projets de développement industriel et comme Professeur de génie chimique à temps partiel à l'École centrale Paris. Au CEA, il travaille notamment sur le développement de l'usine Cogéma de la Hague ainsi que sur plusieurs programmes militaires. 
Il est nommé directeur de l'École centrale Paris en 1978, et la dirige pendant près de 25 ans jusqu'en 2003. J.-F. Belhoste (lui-même Centralien et l'un de ses anciens élèves de la promotion 1971) juge que sa « pugnacité » a permis à l'École d'évoluer en profondeur. 
Durant cette période, il prend la présidence de la Conférence des grandes écoles. Il est notamment un opposant aux projets de réformes de Claude Allègre lorsque celui-ci est le principal conseiller de Lionel Jospin au Ministère de l'Éducation nationale. L'histoire donnera raison à Daniel Gourisse : alors que Claude Allègre voulait abréger le cycle des classes préparatoires scientifiques pour le ramener à une durée d'un an, contre l'avis des grandes écoles d'ingénieurs qui rappelaient la nécessité de cette formation initiale théorique de deux ans, ce sera finalement, à l'inverse, la durée des études en classes préparatoires économiques et commerciales qui passera d'un à deux ans en 1996.
Sa dernière confirmation dans ses fonctions donne notamment lieu à une polémique entre le conseil d'administration de l'École centrale Paris et Claude Allègre, devenu le ministre de tutelle de l'École. 
Daniel Gourisse et son ancien directeur des relations internationales Daniel Grimm ont notamment été les promoteurs du programme d'échanges universitaires TIME.

## Distinctions et hommages
- Officier de la Légion d'honneur
- Officier de l'ordre national du Mérite
- Commandeur de l'ordre des Palmes académiques
- Docteur honoris causa de l'Université Bauman à Moscou.
- Lauréat en 1967 du prix de « Seconde thèse » pour l'un de ses travaux en chimie[2].

## Œuvres
- Mécanisme d'extraction de l'acide nitrique et de l'eau par les solutions organiques d'alcoylamines tertiaires, éditions Louis-Jean, 1966.
- Cinétique des réactions d'oxydoréduction des éléments transuraniens en solution, La Documentation française, 1966 ; prix de « Seconde thèse » en 1967[2].
- L'École centrale Paris : le grand tournant (1968-2003) ou comment se préparer au marché global de la connaissance (avec Monique Pineau), Association des centraliens, 2008.